# 亚马逊音乐
亚马逊音乐（英語：Amazon Music），前称亚马逊MP3（Amazon MP3），是由亚马逊公司运营的音乐流媒体平台和在线音乐商店，于2007年9月25日推出公开测试版，并于2008年1月成为第一家销售来自四大唱片公司（EMI、环球、华纳和索尼贝塔斯曼）和独立唱片公司的无数字版权管理（DRM）音乐的音乐商店。所有曲目最初都以每秒256 kbp/s千的可变比特率的无水印和DRM的MP3格式出售；但后来的一些歌曲添加了水印。与唱片公司的许可协议限制了可以销售音乐的国家/地区。
继美国之后，亚马逊MP3于2008年12月3日在英国推出，2009年4月1日在德国推出，2009年6月10日在法国推出。德语版自2009年12月3日起在奥地利和瑞士提供。亚马逊MP3商店于2010年11月10日在日本推出。西班牙语和意大利语版于2012年10月4日推出。墨西哥版于2018年11月7日宣布。
2019年9月17日，亚马逊音乐宣布推出全新的无损音乐服务Amazon Music HD，其拥有超过5,000万首无损（16bit/44.1kHz）歌曲和数百万首最高质量的高解析度无损（24(bit)/44(kHz)、24/48、24/96、24/192）歌曲。与Tidal和Qobuz一样，亚马逊现在是为音乐发烧友提供无损音乐的平台之一。2021年5月17日，HD流媒体服务开始无限制地免费提供给所有客户。
截至2020年1月，亚马逊音乐拥有5,500万订阅者。